# Blackhall Colliery
Blackhall Colliery – wieś w Anglii, w hrabstwie Durham. Leży 19 km na wschód od miasta Durham i 368 km na północ od Londynu. W 2001 miejscowość liczyła 5223 mieszkańców.